# Тахри, Буабделлах
Буабделлах Тахри — французский бегун на средние и длинные дистанции.
Родился Меце. Профессиональную спортивную карьеру начал в 1996 году. Специализируется в беге на 3000 метров с препятствиями. Первыми соревнованиями для него стал чемпионат мира среди юниоров 1996 года, на котором он занял 7-е место. На следующий год финишировал 22-м на чемпионате мира по кроссу в забеге юниоров. Впервые принял участие на чемпионате мира в 1999 году, когда на мировом первенстве в Севилье занял 12-е место. На Олимпийских играх 2000 года не смог пройти дальше квалификационных забегов. На всемирном легкоатлетическом финале 2003 года занял 5-е место.
Принял участие на Олимпийских играх 2004 года, где занял 7-е место с результатом 8.14,26. Финишировал 8-м на мировом первенстве в Хельсинки. Бронзовый призёр всемирного легкоатлетического финала 2006 года. Серебряный призёр чемпионата Европы в помещении 2007 года на дистанции 3000 метров. В этом же году занял 5-е место на чемпионате мира в Осаке.
На Олимпийских играх в Пекине финишировал на 5-м месте с результатом 8.14,79. На следующий год стал бронзовым призёром чемпионата мира в Берлине. В финальном забеге он установил европейский рекорд — 8.01,18. Занял 4-е место на мировом первенстве в Тэгу.